# Зеньковский, Иван Николаевич

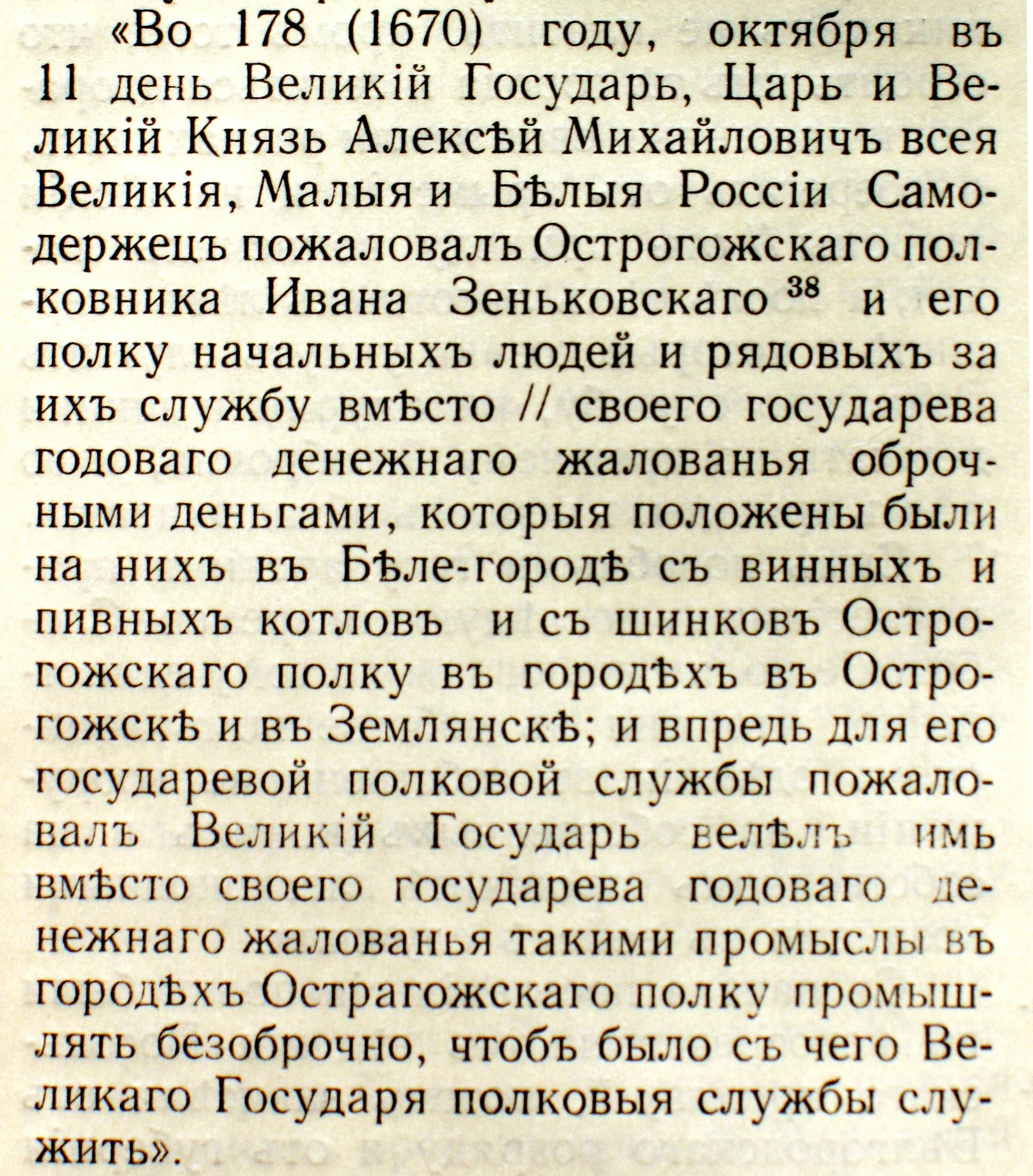
Грамота острогожскому полковнику Ивану Зеньковскому, 1670 год.

Иван Николаевич Зеньковский, Иван Николаев сын Зинковский (казнён в 1670 году, Острогожск, Русское царство) — стольник, полковник Острогожского слободского-черкасского казачьего полка (1652—1670 годы), участник бунта (восстания) Степана Разина.

## Биография

### Черниговский полковник
До 1652 года сведения об Иване Зеньковском отсутствуют. Первое упоминание об Иване Зеньковском в 1652 году, когда он был наказным полковником Черниговского полка. В разных источниках встречаются разные формы фамилии: Зеньковский, Зинковский.

### Острогожский полковник
Согласно условиям Белоцерковского договора (1651 год) между казацким гетманом Богданом Хмельницким и коронным гетманом Польско-литовской республики Н. Потоцким территория Запорожского реестрового войска сокращалась до Киевского воеводства, а число реестровых казаков сокращалось с 60 000 до 20 000 человек. Польской шляхте были возвращены её прежние владения, а многие казаки расказачивались и вновь переводились в холопов. В связи с этим население воеводств, которые отходили к Речи Посполитой начало в спешном порядке перебираться на Левый берег Днепра и на Дон, во владения русского царя, «на слободы». Именно в этот период Иван Зеньковский со своим полком («с семьями и всем скарбом») переходит в русское подданство.
Он предлагает свои услуги российскому правительству и получает от царя, по жалованной грамоте царя Алексея Михайловича, разрешение на строительство на берегу реки Тихая Сосна Острогожской крепости и на сформирование поселённого черкасского полка. Уникальность данной ситуации в том, что сформированный им Острогожский слободской-черкасский казачий полк стал одним из первых слободских казачьих полков Русского царства, сформированных по принципам днепровских реестровых полков Войска Запорожского.
Под руководством воеводы Федора Арсеньева Иваном Зеньковским была обустроена территория полка в Острогожске, а также введена сеть крепостей и засечных местечек.

### Участие в восстании (бунт) Степана Разина
В 1670—1671 году на территории Российского царства началось восстание (бунт) Степана Разина. Начавшись на Дону, оно всколыхнуло Слободскую и Левобережную Украину. В конце августа — начале сентября 1670 году вверх по Дону двинулся отряд донских казаков во главе с атаманами Федором Шадрой, Федором Колчевым и есаулом Федором Агеевым. Отряд насчитывал всего 25—50 человек, но достиг большого успеха — 9 сентября занял города Острогожск и Ольшанск. Отряд Ф. Шадры шёл «с воровскими прелесными письмами», в которых содержался призыв выводить начальных людей". Этот призыв находил отклик у жителей Острогожска и Ольшанска. Иван Зеньковский поддерживает восставших и впускает их в Острогожск. После того как полк перешёл на сторону восставших, начались расправы с представителями центральной власти. Были убиты воеводы С. Беклемишев, Мезенцев, приказный Горелков. Так же пострадали откупщики и просто проправительственно настроенное население. Начался грабёж и дележ имущество убитых, свою часть получил и Зеньковский.
Переход Острогожского полковника Ивана Зеньковского на сторону бунтовщиков (повстанцев) объяснить не просто. Старший офицер, богатый человек, владелец многих крепостных крестьян, он имел мало общего с восставшей «чернью». С одной стороны, на поведении Ивана Зеньковского могли сказаться характерные для того времени разногласия между украинской казачьей старшиной и российской царской администрацией. Для возникновения таких разногласий были условия и в Острогожске, где переплетались две власти: полковник Иван Зеньковский командовал черкасами, а находившийся тут же воевода осуществлял административную власть в городе. Вторым фактором, оказавшим влияние на решение Ивана Зеньковского, могли быть личные связи и предварительная договоренность с Степаном Разиным. Пленные разинцы говорили позже на допросах, что «острогожской полковник Иван Дзиньковской к Стеньки Разину весною судами втайне многие подарки и запасы и вино и мёд посылывал». Так же Иван Зеньковский, видимо, переоценил военную силу повстанцев, считал, что вслед за отрядом атамана Ф. Колчева к Острогожску сразу же подойдут многочисленные войска разинцев.
При условии, что часть старшины не видела смысла в восстании, так как понимала, что восстание будет подавлено правительственными войсками, а главное старшина (как владельцы земельных и человеческих богатств) была настроена на закрепощении местного населения, составила заговор против Ивана Зеньковского. Участие в нём принимали: священники Острогожских церквей во главе с протопопом А. Григорьевым, группа старшин Острогожского полка во главе с Григорием (Герасимом) Карабутом, богатые «торговые люди» из разных городов, находившиеся в Острогожске. К заговору присоединилась часть острогожских черкас. Вечером 10 сентября заговорщики напали на повстанцев. Лишь нескольким казакам-разинцам удалось бежать, остальные, в том числе атаман Федор Колчев и есаул Федор Агеев, попали в плен. Захвачен был и полковник Зеньковский. Добившись успеха и опасаясь прибытия к Острогожску новых разинских отрядов, заговорщики обратились за помощью к воеводам окрестных городов. Коротоякский воевода Михаил Федорович Ознобишин немедленно прибыл в Острогожск, воронежский воевода Борис Бухвостов послал туда 400 ратных людей под начальством казачьего головы И. Михнева.
Вернувшиеся в Острогожск воеводы поспешили учинить расправу над восставшими и тем самым запугать все ещё волновавшееся население. 27 сентября 1670 года, по приказу белгородского воеводы князя Ромодановского были расстреляны полковник Иван Дзиньковский, полковой писарь Марк Жуковцев, обозный Никита Волнянка, сотники Яков Чекмез и Василий Григорьев, а также Федор Наугольный, возглавлявший примкнувших к восстанию городовых стрельцов. Запоздавшая грамота царя предписывала отсечь им руки по локоть и ноги по колено, а потом повесить. Чтобы выполнить волю царя, эту экзекуцию совершили уже над трупами. Разинского атамана Ф. Колчева заковали в железо и под конвоем отправили для дальнейших допросов сначала в Белгород, а потом в Москву, где вскоре казнили. Многих повстанцев после жестоких пыток повесили на виселицах, поставленных вдоль реки Тихой Сосны. Евдокии Зеньковской отрубили голову. Детей Зеньковского сослали в Сибирь.

## Память

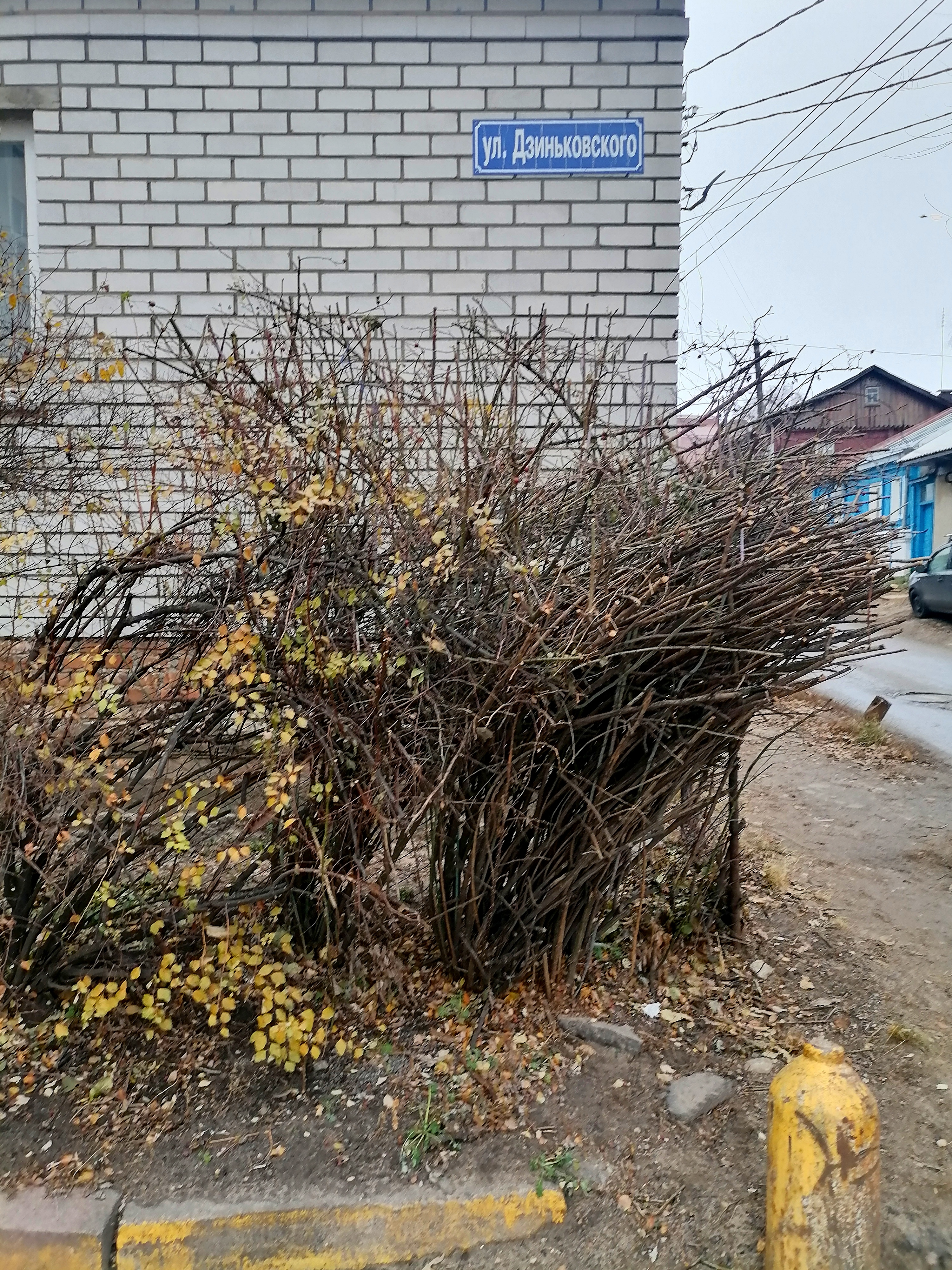
Улица Дзиньковского в Воронеже

В Центральном районе города Воронежа, а также в Острогожске в годы советской власти появились улицы Ивана Зеньковского.